# 汪汲 (宋朝)
汪汲（?—?），字子迁，六都（今坦头村）人。北宋政治人物。

## 生平
嘉祐丁酉（1057年）进士及第。擔任慈溪令，疏导德门乡河，灌溉废田数千顷，後升任太平州，為政清明，明查“赞善大夫陈知规案”冤獄，释放無罪者百余人。

## 家族
长子汪奕，元佑辛未进士。次子汪襄，政和乙未进士。